# Li Weimiao
Li Weimiao (en chino, 李惟淼; Shanghái, China; 31 de marzo de 1950) es un exfutbolista y comentarista de deportes de China que jugaba en la posición de delantero.

## Carrera

### Club
Jugó toda su carrera con el Beijing Guoan de 1972 a 1981, con el que fue campeón nacional en 1973.

### Selección nacional
Jugó para China en una ocasión en la copa Asiática 1976.

## Tras el retiro
Al retirarse como futbolista en 1981 estudia en la Universidad de Deportes de Beijing hasta 1983. Desde 1995 es comentarista de deportes.

## Logros
- Liga Nacional China: 1973[2]